# Trois versions de la vie

Trois versions de la vie est une pièce de théâtre écrite par Yasmina Reza, créée au Akademietheater à Vienne (Autriche) le 29 octobre 2000. La création française de la pièce a eu lieu Théâtre Antoine à Paris quelques jours plus tard, le 7 novembre 2000.

## Résumé
La pièce est divisée en trois parties qui racontent la même soirée : Henri est astrophysicien, sa femme Sonia était avocate et travaille pour un groupe financier. Henri veut publier un article sur la matière noire des galaxies, et a besoin du soutien de Hubert Finidori, son supérieur. Celui-ci arrive d'ailleurs dans la soirée en compagnie de sa femme Inès, et un apéro dinatoire est organisé, ponctué par les caprices du fils de Henri qui veut à manger au lit. La conversation va varier entre les relations professionnelles et les aspects personnels.
Chaque version raconte la même histoire et a de nombreux points communs qui relèvent de l'anecdotique mais fait office de ciment. Cependant dans l'ensemble, de grandes variations sont présentes, notamment sur le fil des événements, le comportement des personnages et leurs relations.

## Distribution de la création française
- Henri : Richard Berry
- Sonia : Catherine Frot
- Hubert : Stéphane Freiss
- Inès : Yasmina Reza

- Mise en scène : Patrice Kerbrat